# Alfons Van Brandt
Alfons Van Brandt (Kessel, 24 de junio de 1927 – 24 de agosto de 2011), apodado Fons, fue un futbolista belga que ganó el Zapato de Oro en 1955 con el Lierse, el único club en el que militó. Defendió la camiseta de la selección belga en 38 ocasioens de 1950 a 1957, debutando en la victoria de 7-2 del amistoso contra la Países Bajos el 12 de noviembre de 1950. Van Brandt también estuvo presente en la selección belga que disputó la Copa Mundial de Fútbol de 1954.